# Throckmorton, Texas
Throckmorton là một thị trấn thuộc quận Throckmorton, tiểu bang Texas, Hoa Kỳ. Năm 2010, dân số của thị trấn này là 828 người.

## Dân số
- Dân số năm 2000: 905 người.
- Dân số năm 2010: 828 người.